# Dulovce
Dulovce, do roku 1948 Nová Ďala (maďarsky Újgyalla) je obec v okrese Komárno na Slovensku. Leží cca 7 km východně od Hurbanova (do roku 1948 Stará Ďala). V obci je římskokatolický kostel sv. Lukáše evangelisty.

## Historie
Do roku 1918 byla obec součástí Uherska. Kvůli první vídeňské arbitráži byla v letech 1938 až 1945 součástí Maďarska.